# The Beverly Hills Hotel

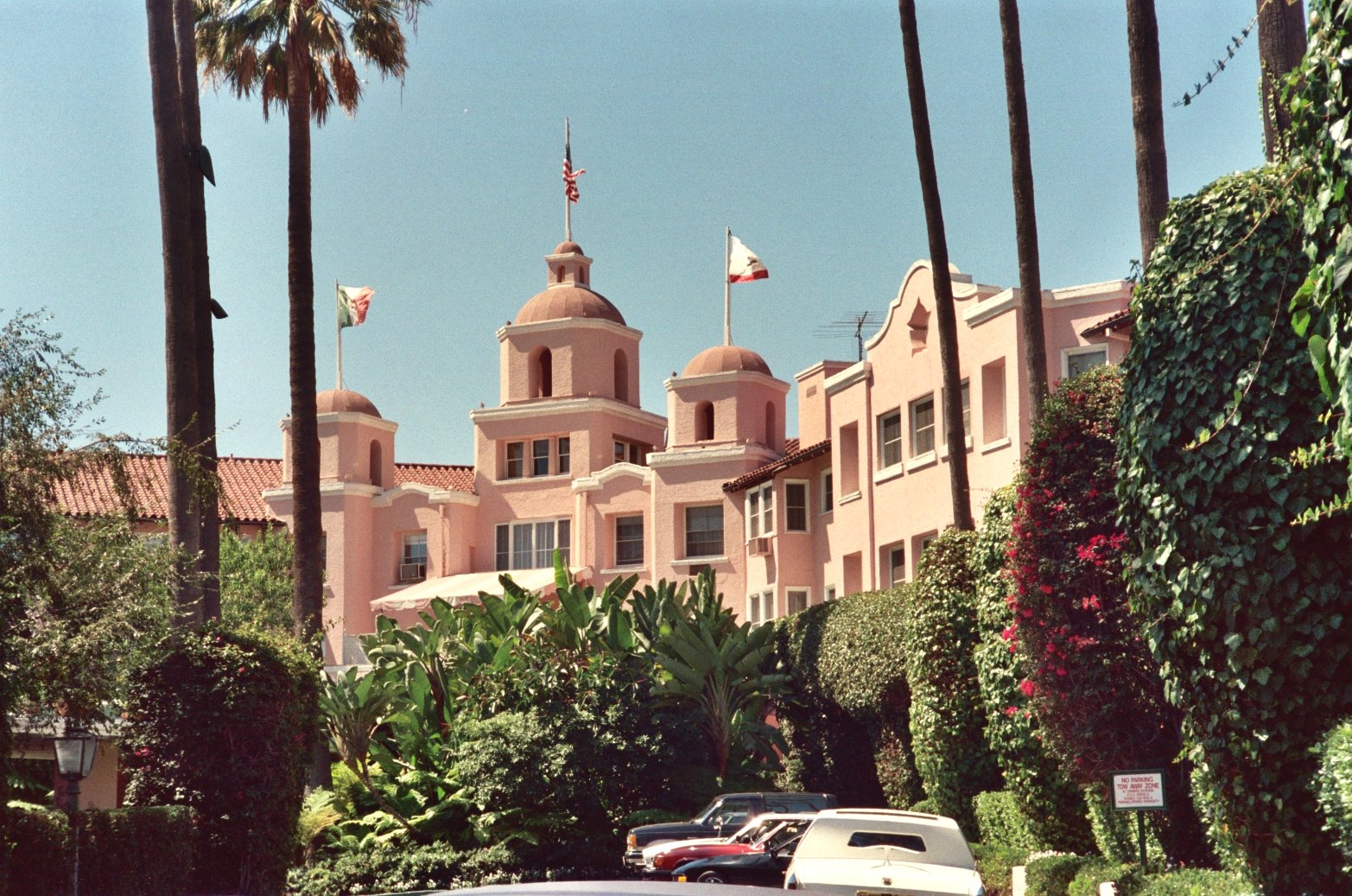

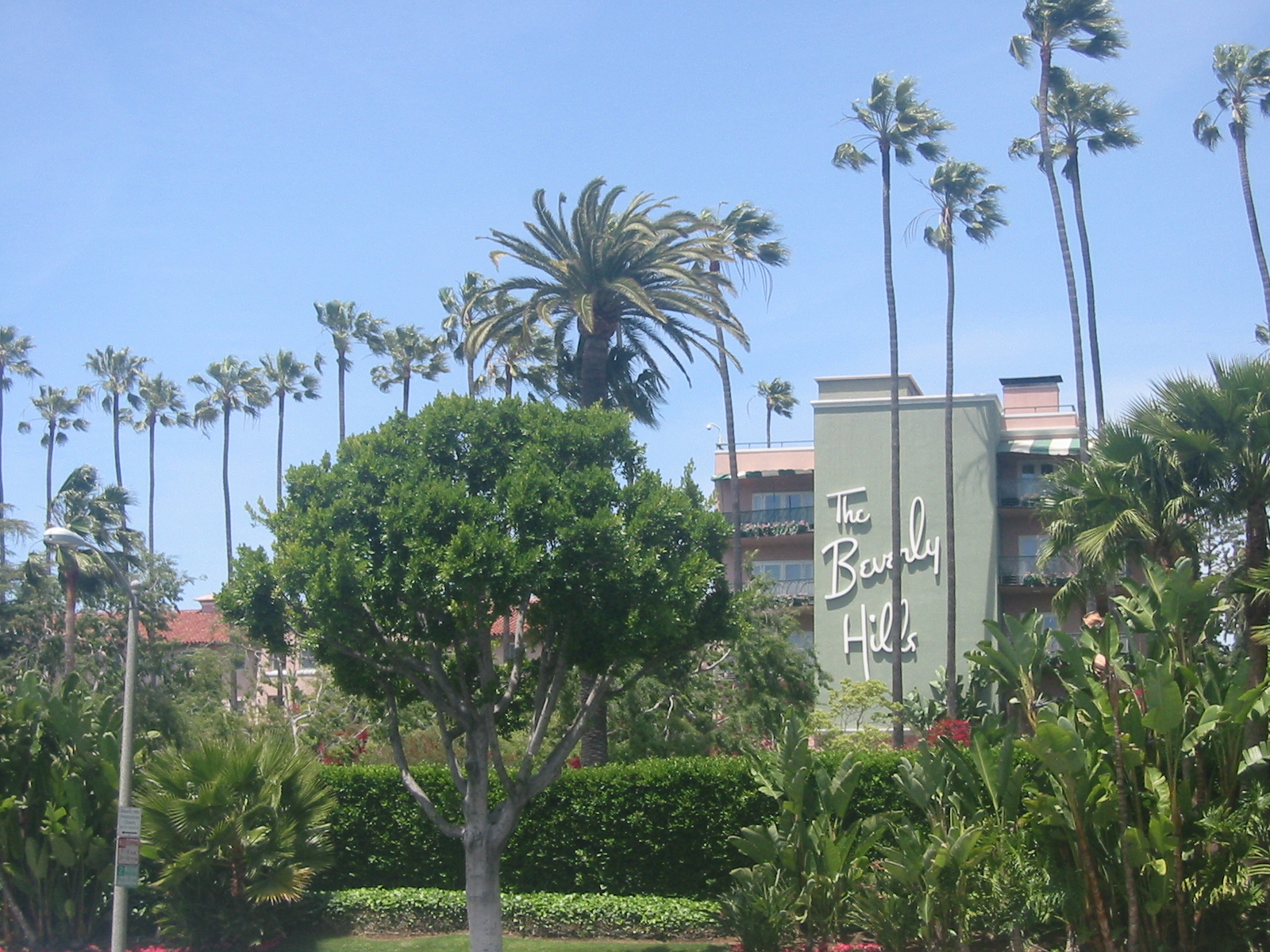

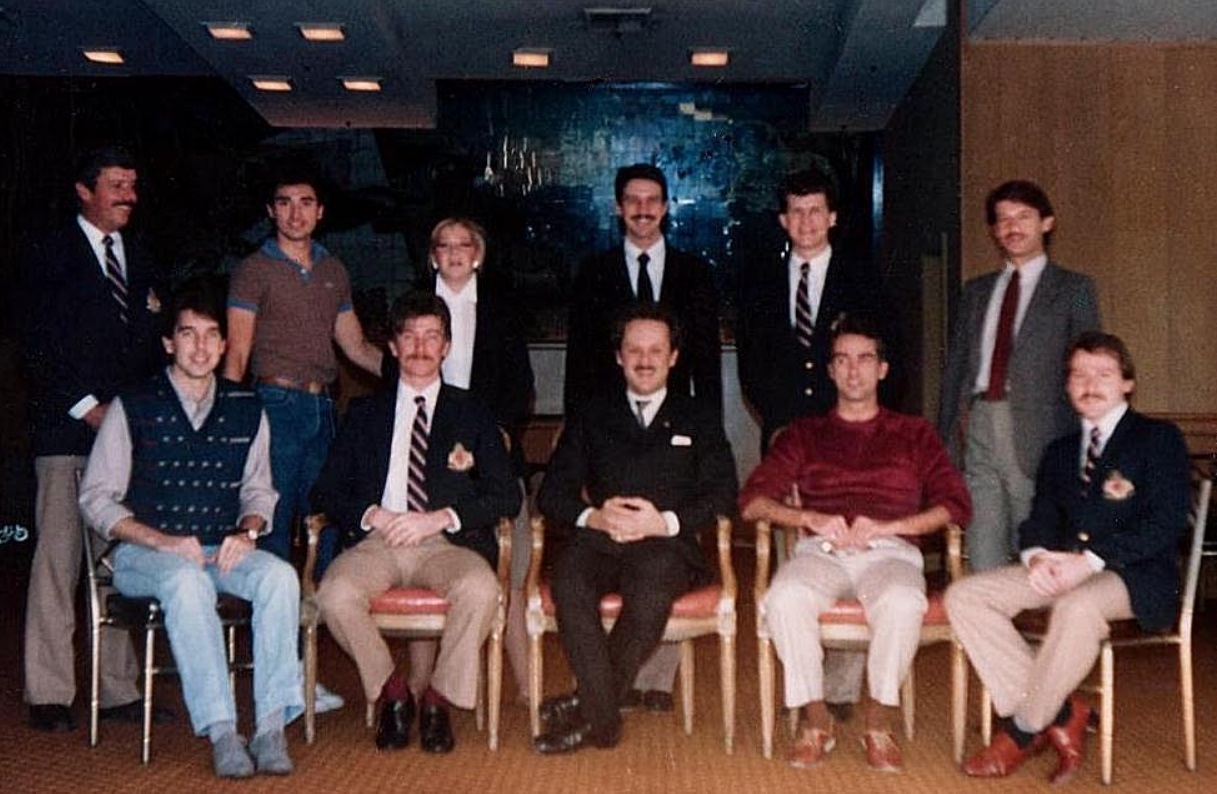
Mitarbeiter an der Rezeption im Jahr 1982

The Beverly Hills Hotel in Beverly Hills im Los Angeles County ist ein Luxushotel, das für seine Kundschaft aus der Filmindustrie Hollywoods bekannt ist. Es verfügt über 208 Gästezimmer und 23 Bungalows und liegt am 9641 Sunset Boulevard.
Das erste Hotelgebäude wurde 1912 im Auftrag des Immobilienentwicklers Burton Green unter der Leitung von Margaret J. Anderson vom Architekten Elmer Grey in der bis dahin weitgehend unbewohnten Gegend errichtet. Green benannte das Hotel nach dem heimatlichen Beverly Farms in Massachusetts und wurde damit auch zum Namensgeber der hier später entstehenden Stadt Beverly Hills. Greens Investment belief sich auf rund 500.000 Dollar. Charlie Chaplin war in den 1920ern ein Gast. In den folgenden Jahrzehnten kam es zu mehreren Eigentümerwechseln, dazu gehörten zeitweilig die Noy Railway News and Hotel Company und eine Investorengruppe bestehend aus Hernando Courtright, Irene Dunne, Loretta Young und Harry Warner. Unter Courtright wurde die Polo Lounge eingerichtet, die zu einer Trendbar- und Restaurant der Stadt wurde. 1948 wurde unter dem Architekten Paul Williams der Crescent-Gebäudeflügel angebaut.
Von 1954 bis 1979 war der Immobilieninvestor Ben L. Silberstein Eigentümer; er hatte das Objekt für 5,5 Millionen Dollar erworben und lebte auch im Hotel. In den 1950er Jahren kehrten hier regelmäßig unter anderem die britische Prinzessin Margaret mit Lord Snowdon, Albert von Belgien, Rainier Grimaldi, John Wayne, Henry Fonda, Elizabeth Taylor, Frank Sinatra, Dean Martin, Humphrey Bogart und Marlene Dietrich ein. Während der Dreharbeiten zu Warum hab’ ich ja gesagt? wohnten Gregory Peck und Lauren Bacall im Hotel; Marilyn Monroe und Yves Montand lebten in den Bungalows 20 und 21 in der Drehzeit bei Machen wir’s in Liebe.
1986 kaufte der Milliardär Marvin Davis das Hotel für 136 Millionen Dollar. Bereits 1987 verkaufte er es an die Brunei Investment Agency des Sultanats Brunei. Nach einer mehrjährigen Komplettrenovierung wurde es 1995 wieder eröffnet. Im Folgejahr wurde es Teil der Dorchester Collection. Im März 2019 rief Hollywoodstar George Clooney dazu auf, das Hotel zu boykottieren, nachdem in Brunei die Todesstrafe für Homosexuelle eingeführt wurde.
Das Cover des Albums "Hotel California" von der Band Eagles ziert ein Foto des Hotels. Ein eindeutiger Bezug zum Hotel wird jedoch von den Bandmitgliedern bestritten.